# Candacia discaudata
Candacia discaudata är en kräftdjursart som beskrevs av A. Scott 1909. Candacia discaudata ingår i släktet Candacia och familjen Candaciidae. Inga underarter finns listade i Catalogue of Life.